# 新西爾卡 (利維夫州)
新西爾卡（羅馬化：Novosilka）是位於烏克蘭西部的村莊，由利沃夫州利沃夫區的索隆卡市鎮負責管轄。該村面積0.57平方公里，海拔高度285米，2001年人口141，人口密度每平方公里247.37人。